# Somatina centrophora
Somatina centrophora är en fjärilsart som beskrevs av Louis Beethoven Prout 1915. Somatina centrophora ingår i släktet Somatina och familjen mätare. Inga underarter finns listade i Catalogue of Life.